# Dia dos Heróis do Zimbábue
O Dia dos Heróis do Zimbábue, também conhecido como Dia dos Heróis Nacionais, é um feriado no Zimbábue que é comemorado na segunda segunda-feira de agosto de cada ano em homenagem aos heróis e heroínas da guerra de libertação do Zimbábue.

## História
A guerra de libertação do Zimbabué, também conhecida como Segunda Chimurenga ou Guerra de Mato da Rodésia, durou mais de 15 anos e estima-se que mais de 10.000 guerrilheiros morreram e mais de 20.000 civis foram mortos durante a batalha.

## Celebrações
As principais cerimônias para comemorar o dia são realizadas no Acre dos Heróis Nacionais na capital do país, Harare, onde são enterrados notáveis combatentes falecidos da guerra de libertação que receberam o título de Herói Nacional. As pessoas vêm depositar coroas de flores nas sepulturas e o presidente em exercício do Zimbabué vem prestar as suas homenagens. Um concerto musical intitulado Gala do Dia dos Heróis é realizado com vários artistas que se apresentam durante toda a noite e o evento será de acesso gratuito ao público. As galas geralmente acontecem no Estádio Nacional de Esportes, que fica em frente ao túmulo dos heróis e é transmitida ao vivo pela ZBC TV. Em 2021, a 41ª edição do Dia dos Heróis foi comemorada virtualmente devido às regulamentações de distanciamento social da pandemia de COVID-19, o presidente dirigiu-se ao país na Câmara dos Deputados e a gala foi realizada virtualmente com os artistas se apresentando apenas na televisão. O Dia dos Heróis do Zimbabué é comemorado juntamente com o Dia das Forças de Defesa do Zimbabué, onde o país celebra as suas forças de defesa, formadas pelo exército e a força aérea. O Dia das Forças de Defesa é no dia seguinte ao Dia dos Heróis e as táticas do exército nacional serão exibidas ao público como entretenimento. Durante estes dois dias, as escolas estarão fechadas e alguns negócios não funcionarão.